# Football Cairn

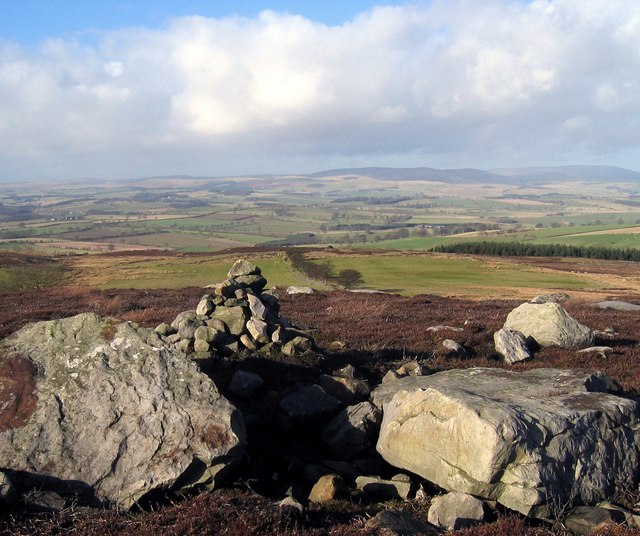
Football Cairn

Der Football Cairn liegt auf einem Hügel 600 m östlich vom Weiler Glitteringstone, in der Nähe des Hillforts Westhills Camp, zwischen Rothbury und Thropton in Northumberland in England.
Der Cairn mit einer massiven Steinkiste in der Mitte ist stark gestört. Der Name Football Cairn erinnert an das traditionelle Fußballspiel, das im Mittelalter zwischen den Mannschaften aus Rothbury und Thropton gespielt wurde. Das Fußballfeld reichte damals von Ort zu Ort.
Ein Felsen in der Nähe der Steinkiste trägt Cup-and-Ring-Markierungen. 